# کریستوفر مری (هنرپیشه)
کریستوفر مری (انگلیسی: Christopher Murray؛ زادهٔ ۱۹ مارس ۱۹۵۷) هنرپیشه اهل ایالات متحده آمریکا است. وی از سال ۱۹۷۶ میلادی تاکنون مشغول فعالیت بوده‌است. او پسر بازیگران دان مری و هوپ لانگ و همچنین پسرخوانده کارگردان آلن جی پاکولا همسر دوم لانگ است.
او در فیلم‌هایی همچون انگیزه عدالت و چیره‌دستی بازی کرده است.

## گزیده فیلم‌شناسی

### سینما
- همه مردان رئیس‌جمهور (۱۹۷۶)
- بامداد تو را می‌بینم (۱۹۸۹)
- پرونده پلیکان (۱۹۹۳)
- غریزه کشنده (۱۹۹۳)
- کلیفورد (۱۹۹۴)
- راه کابوی (۱۹۹۴)
- انگیزه عدالت (۱۹۹۵)
- چیره‌دستی (۱۹۹۵)
- قله دانته (۱۹۹۷)
- لپرکان: بازگشت به کاپوت ماشین (۲۰۰۳)
- مرد (۲۰۰۵)
- آس‌های دودی (۲۰۰۶)
- عبور از مرز (۲۰۰۹)
- آرزوی نهایی (۲۰۱۸)

### تلویزیون
- روزهای زندگی ما (۱۹۸۹-۱۹۸۷)
- بیمارستان عمومی (۱۹۹۰)
- فلش (۱۹۹۱-۱۹۹۰)
- جاگ (۱۹۹۶)
- بورلی هیلز، ۹۰۲۱۰ (۱۹۹۹)
- داستان‌های باورنکردنی (۱۹۹۹)
- بال غربی (۲۰۰۱)
- آسمان هفتم (۲۰۰۱-۲۰۰۳)
- ۲۴ (۲۰۰۲)
- مد من (۲۰۰۸)
- نجات گریس (۲۰۰۹)
- پارک‌ها و تفریحات (۲۰۱۰)
- تماس (۲۰۱۲)
- رسوایی (۲۰۱۴)
- ان‌سی‌آی‌اس (۲۰۱۵)
- کسل (۲۰۱۶)
- آکواریوس (۲۰۱۶)
- تازه‌کار (۲۰۱۸)
- داستان ترسناک آمریکایی: ۱۹۸۴ (۲۰۱۹)